# Augusto Ozores
Augusto Vicente Calixto Ozores Iriarte (San Juan, Capitanía General de Puerto Rico, España; 13 o 14  de octubre de 1893 —Barcelona, España; 6 de marzo de 1969), deportivamente conocido como Ozores, fue un futbolista puertorriqueño, con nacionalidad estadounidense. Jugaba como delantero y está considerado el primer futbolista puertorriqueño que jugó en Europa.

## Trayectoria
Augusto Ozores, nacido en Puerto Rico en 1893 (cuando la isla era colonia española), era hijo del marinero gallego Vicente Ozores Nieva y de la puertorriqueña María Iriarte Solís. En 1898, tras la ocupación estadounidense de la isla, su familia emigró a España; inicialmente a La Coruña y finalmente a Barcelona.
Ozores desarrolló su carrera futbolística en la ciudad condal. Primero en las filas del Universitary SC (1912-14) y posteriormente con el FC Barcelona (1914-17). Con los azulgrana jugó 31 partidos, anotando seis goles; ganó el campeonato de Cataluña de 1917, pero el club fue desposeído del título tras una reclamación del RCD Espanyol por alineación indebida, el conocido como «caso Garchitorena».
En 1920 contrajo matrimonio con Luisa Graner, hija del pintor Luis Graner, y trasladó su residencia a los Estados Unidos.

## Selección nacional
En 1915 jugó dos partidos amistosos con la selección de fútbol de Cataluña, ante la selección del Centro.

## Clubes
| Club            | País   | Año       |
| --------------- | ------ | --------- |
| Universitary SC | España | 1912-1914 |
| FC Barcelona    | España | 1914-1917 |